# لوكسمبورغ (مدينة)
مدينة لوكسمبورغ هي عاصمة دوقية لوكسمبورغ الكبرى، وهي أكثر بلدية اكتظاظًا بالسكان في البلاد. تقع هذه المدينة المتوضعة عند ملتقى نهري ألزيت وبيتروسه في جنوب لوكسمبورغ، في قلب أوروبا الغربية، إذ تبعد 213 كلم عن بروكسل، و372 كلم عن باريس، و209 كلم عن كولونيا. تضم المدينة قلعة لوكسمبورغ، التي أسسها الفرنجة في أوائل القرون الوسطى، ونمت حولها مستوطنة.
في 31 ديسمبر 2021، بلغ عدد سكان مدينة لوكسمبورغ 128 ألفًا و514 نسمة، أي أكثر بثلاثة أضعاف من عدد سكان ثاني أكبر بلديات البلد (إيش سوغ ألزيت) من حيث عدد السكان. تضم البلاد 160 جنسية. يمثل الأجانب 70% من سكان المدينة، في حين يمثل سكان لوكسمبورغ 30% منها؛ يرتفع عدد المقيمين المولودين الأجانب المقيمين في المدينة باطراد سنويًا.
في عام 2022، صنفت لوكسمبورغ على أنها صاحبة أعلى نصيب للفرد من الناتج المحلي الإجمالي في العالم، إذ بلغت 137 ألفًا و950 دولارًا (حسب تعادل القدرة الشرائية)، إذ تطورت المدينة لتصبح مركزًا مصرفيًا وإداريًا. في استطلاع عالمي أجرته شركة ميرسر سنة 2019 والذي شمل 231 مدينة، احتلت لوكسمبورغ المرتبة الأولى في السلامة الشخصية، في حين احتلت المرتبة 18 في جودة المعيشة.

## تاريخ
في العصر الروماني، ساهم برج محصّن بحراسة طريقي عبور رومانيين التقيا في موقع مدينة لوكسمبورغ. بعد معاهدة تبادل مع قديس دير ماكسيمين في ترير سنة 963، حصل سيغفريد الأول كونت آردين، وهو نسيب مقرب من الملك الفرنسي لويس الثاني والإمبراطور أوتو الأول، على الأراضي الإقطاعية في لوكسمبورغ. بنى سيغفريد قصره، الذي أسماه «لوسيلنبورهوك» (القلعة الصغيرة)، على هضبة بوكفيلز، المذكور لأول مرة في معاهدة التبادل آنفة الذكر.
في سنة 987، نذر مطران ترير، إغبرت، خمس مذابح في كنيسة الخلاص (كنيسة القديس ميخائيل اليوم). تأسس سوق حول المدينة عند تقاطع الطرق الرومانية قرب الكنيسة.
كانت المدينة عبر التاريخ، بسبب موقعها وجغرافيتها الطبيعية، مكانًا ذا أهمية عسكرية إستراتيجية. بنيت التحصينات الأولى في القرن العاشر. بحلول نهاية القرن الثاني عشر، فيما كانت المدينة تتوسع غربًا حول كنيسة القديس نيكولاس الجديدة (كاتدرائية نوتردام اليوم)، بنيت أسوار جديدة امتدت حول مساحة 5 هكتار (50 ألف متر مربع). في سنة 1340 تقريبًا، تحت حكم يانغ الأعمى، بنيت تحصينات جديدة ظلت قائمة حتى عام 1867.
في عام 1443، احتل البورغونيون لوكسمبورغ بقيادة فيليب الطيب. أصبحت لوكسمبورغ جزئيًا من دوقية بورغونيا، ولاحقًا من الإمبراطوريتين الإسبانية والنمساوية، وفي ظل حكم آل هابسبورغ، جرى تعزيز قلعة لوكسمبورغ مرارًا، بحث أنه بحلول القرن السادس عشر، كانت لوكسمبورغ نفسها إحدى أقوى التحصينات الدفاعية في أوروبا. لاحقًا، احتلت لوكسمبورغ على يد كل من البورغونيين والإسبان والفرنسيين، والإسبان مرة أخرى، والنمساويين، والفرنسيين مرة أخرى، والبروسيين.
في القرن السابع عشر، بنيت أولى المكامن (مخادع المدافع)؛ بدايةً، بنت إسبانيا أنفاقًا امتدت بطول 23 كم، بدءًا من سنة 1644. توسعت في ظل الحكم الفرنسي تحت قيادة المشير فوبان، ثم توسعت من جديد تحت ظل الحكم النمساوي في ثلاثينيات وأربعينيات القرن الثامن عشر.
أثناء حروب الثورة الفرنسية، احتلت فرنسا المدينة مرتين: مرة لفترة قصيرة امتدت بين عامي 1792 و1793، ولاحقًا، بعد حصار دام سبعة أشهر. صمدت لوكسمبورغ طويلًا تحت الحصار الفرنسي، حتى أن السياسي والمهندس العسكري الفرنسي لازار كارنو وصف المدينة أنها أفضل حصن في العالم بعد جبل طارق، وبذلك أطلق على المدينة تسمية: «جبل طارق الشمال».
استسلمت الحامية النمساوية في آخر المطاف، وعلى إثر ذلك، ضمت الجمهورية الفرنسية لوكسمبورغ إليها، وأصبحت جزءًا من إقليم فوريه، وأصبحت مدينة لوكسمبورغ تابعة لها. بموجب معاهدة باريس لعام 1815، التي أنهت الحروب النابليونية، وضعت مدينة لوكسمبورغ تحت السيطرة العسكرية البروسية كجزء من الاتحاد الألماني، تحت سيادة عائلة أوراني – ناساو، في اتحاد شخصي مع المملكة المتحدة الهولندية.
بعد أزمة لوكسمبورغ، ألزمت معاهدة لندن لعام 1867 لوكسمبورغ بتفكيك التحصينات في المدينة. استغرق هدمها ست عشرة سنة، وبلغت تكلفتها 1.5 مليون فرنك ذهبي، وطلب منها تدمير ما يزيد على 24 كلم من الدفاعات تحت الأرض، و40 ألف كم مربعًا من مخادع المدافع، والذخائر، والثكنات وغيرها. إضافة لذلك، طلب أيضًا سحب الحامية البروسية.
في سنة 1890، مات فيليم الثالث ملك هولندا دون ورثة ذكور، وغابت الأيادي الهولندية من الدوقية الكبرى، وخرجت إلى مضمار الاستقلال تحت حكم الدوق الأكبر أدولف. هكذا أصبحت لوكسمبورغ، التي كانت حينها مستقلة نظريًا فقط، بلدًا مستقلًا بحق، واستعادت مدينة لوكسمبورغ بعضًا من الأهمية التي فقدتها في عام 1867 عندما أصبحت عاصمة لدولة مستقلة بصورة كاملة.
رغم الجهود الحثيثة التي بذلتها لوكسمبورغ للبقاء على الحياد في الحرب العالمية الأولى، احتلت ألمانيا لوكسمبورغ في 2 أغسطس 1914. في 30 أغسطس، نقل هيلموت فون مولتكه الأصغر مقره إلى مدينة لوكسمبورغ، ليصبح أقرب إلى جيوشه في فرنسا استعدادًا لنصر سريع. غير أن الانتصار المرتقب لم يأت أبدًا، ولعبت لوكسمبورغ دور المضيف للقيادة العليا الألمانية لمدة أربع سنوات أخرى. عند نهاية الاحتلال، كانت مدينة لوكسمبورغ مسرحًا لمحاولة ثورة شيوعية؛ في 9 نوفمبر 1918، أعلن الشيوعيون جمهورية اشتراكية، ولكنها دامت بضع ساعات فقط.
في سنة 1921، توسعت حدود المدينة إلى حد بعيد. ضمت بلديات إيخ، هام، هولليريش، ورولينڠرڠروند إلى مدينة لكسمبورغ، ما جعل المدينة أكبر بلدية في البلاد (وهو الوضع الذي استمر حتى عام 1978).
في عام 1940، احتلت ألمانيا لوكسمبورغ مرة أخرى. لم يكن النازيون على استعداد للسماح بالحكم الذاتي في لوكسمبورغ، فعملوا على دمج لوكسمبورغ تدريجيًا في الرايخ الثالث من خلال إلحاق البلاد إداريًا وعلى نحو غير رسمي بمقاطعة ألمانية مجاورة. في ظل الاحتلال، تلقت جميع شوارع العاصمة أسماء ألمانية جديدة أعلن عنها في 4 أكتوبر 1940. مثلًا، أعيدت تسمية شارع «لا ليبرتي (شارع التحرير)»، وهو طريق رئيسي يؤدي إلى محطة السكك الحديدية، باسم «أدولف – هتلرسستراسه». تحررت مدينة لكسمبرغ في 10 سبتمبر 1944. تعرضت المدينة لقصف طويل المدى من مدفع «في-3» الألماني في ديسمبر 1944 ويناير 1945.
بعد الحرب، أنهت لوكسمبورغ حيادها وأصبحت عضوًا مؤسسًا للعديد من المؤسسات الحكومية الدولية وفوق الحكومية. في سنة 1952، صارت المدينة مقر الهيئة العليا للمجموعة الأوروبية للفحم والصلب. في عام 1967، اندمجت الهيئة العليا مع لجان المؤسسات الأوروبية الأخرى؛ وعلى الرغم من أن مدينة لوكسمبورغ لم تعد مقر اللجنة الأوروبية للفحم والصلب، إلا أنها استضافت عددًا من الدورات الجزئية للبرلمان الأوروبي حتى عام 1981. بقيت لوكسمبورج مقرًا لأمانة البرلمان الأوروبي، فضلًا عن محكمة العدل للاتحاد الأوروبي، ومحكمة المدققين الأوروبية، وبنك الاستثمار الأوروبي. اتخذت عدة إدارات تابعة للمفوضية الأوروبية لوكسمبورغ مقرًا لها. يجتمع مجلس الاتحاد الأوروبي سنويًا في المدينة خلال أشهر أبريل ويونيو وأكتوبر.

## معرض صور

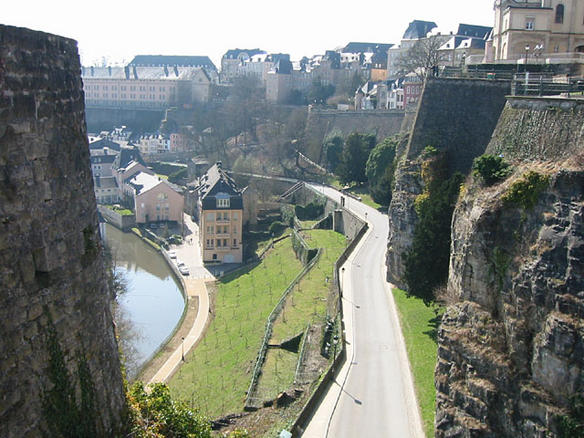
لوكسمبورغ المدينة القديمة
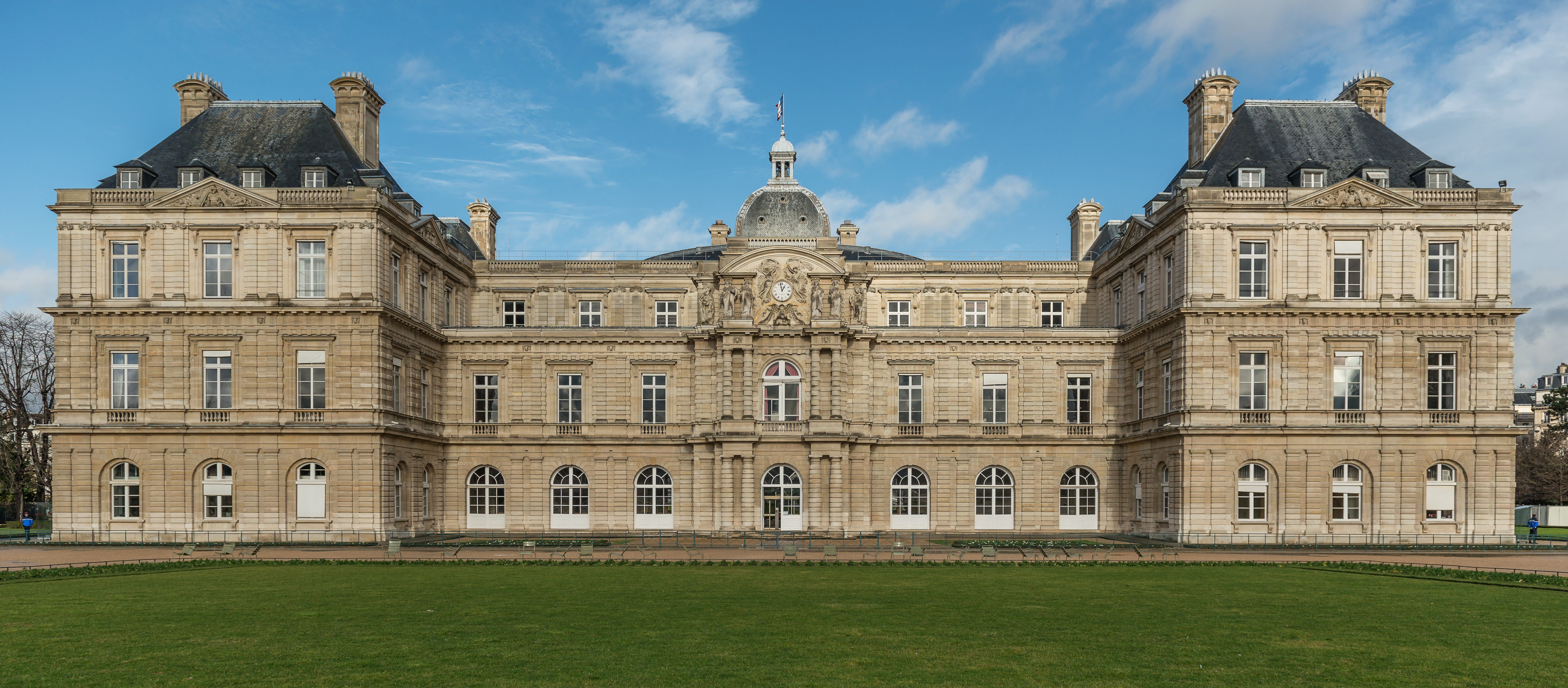
قصر لوكسمبورغ، المنظر الجنوبي
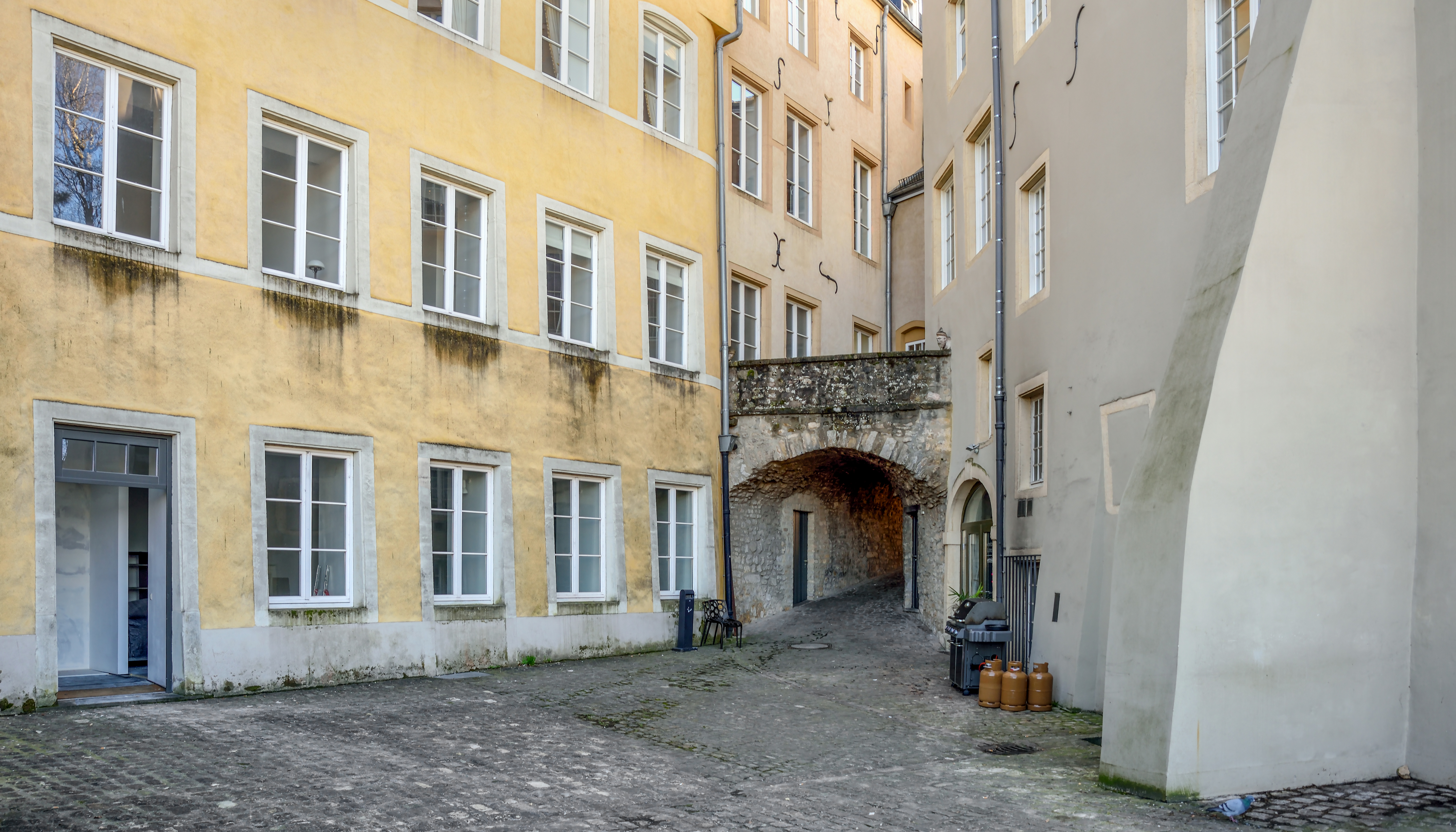
مدينة لوكسمبورغ
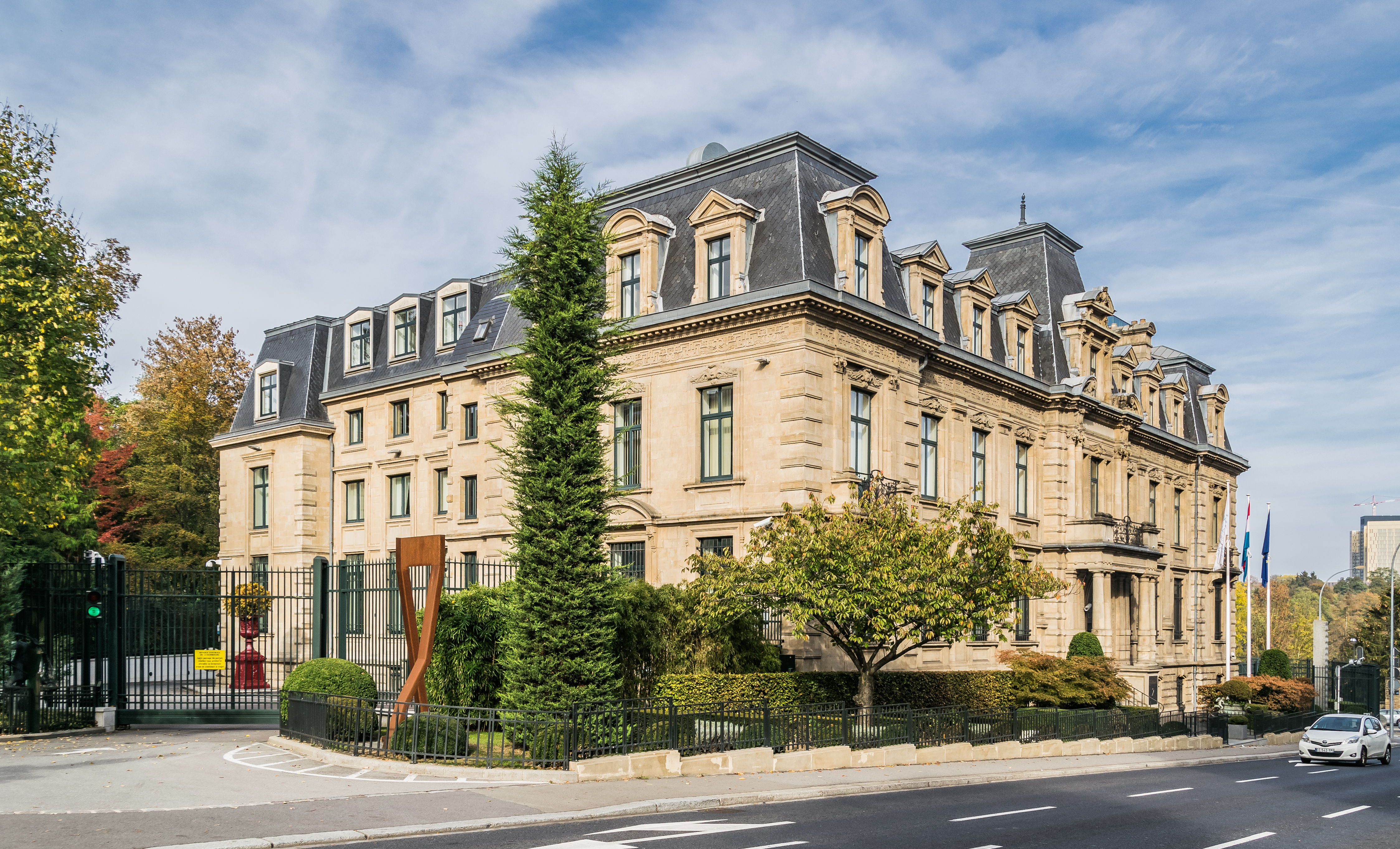
بنك لوكسمبورغ المركزي.
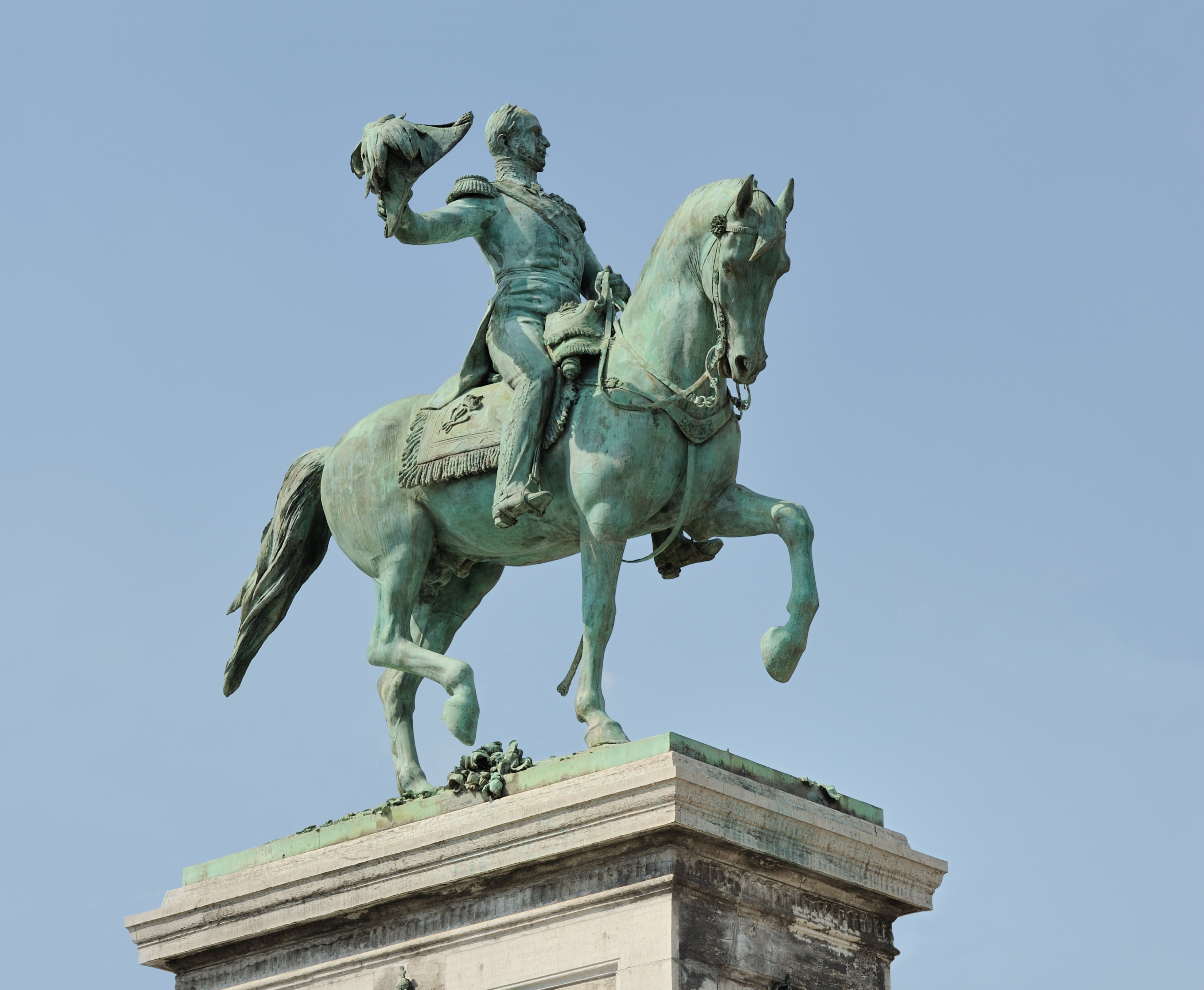
نصب مدينة لوكسمبورغ تمثال ويليام الثاني
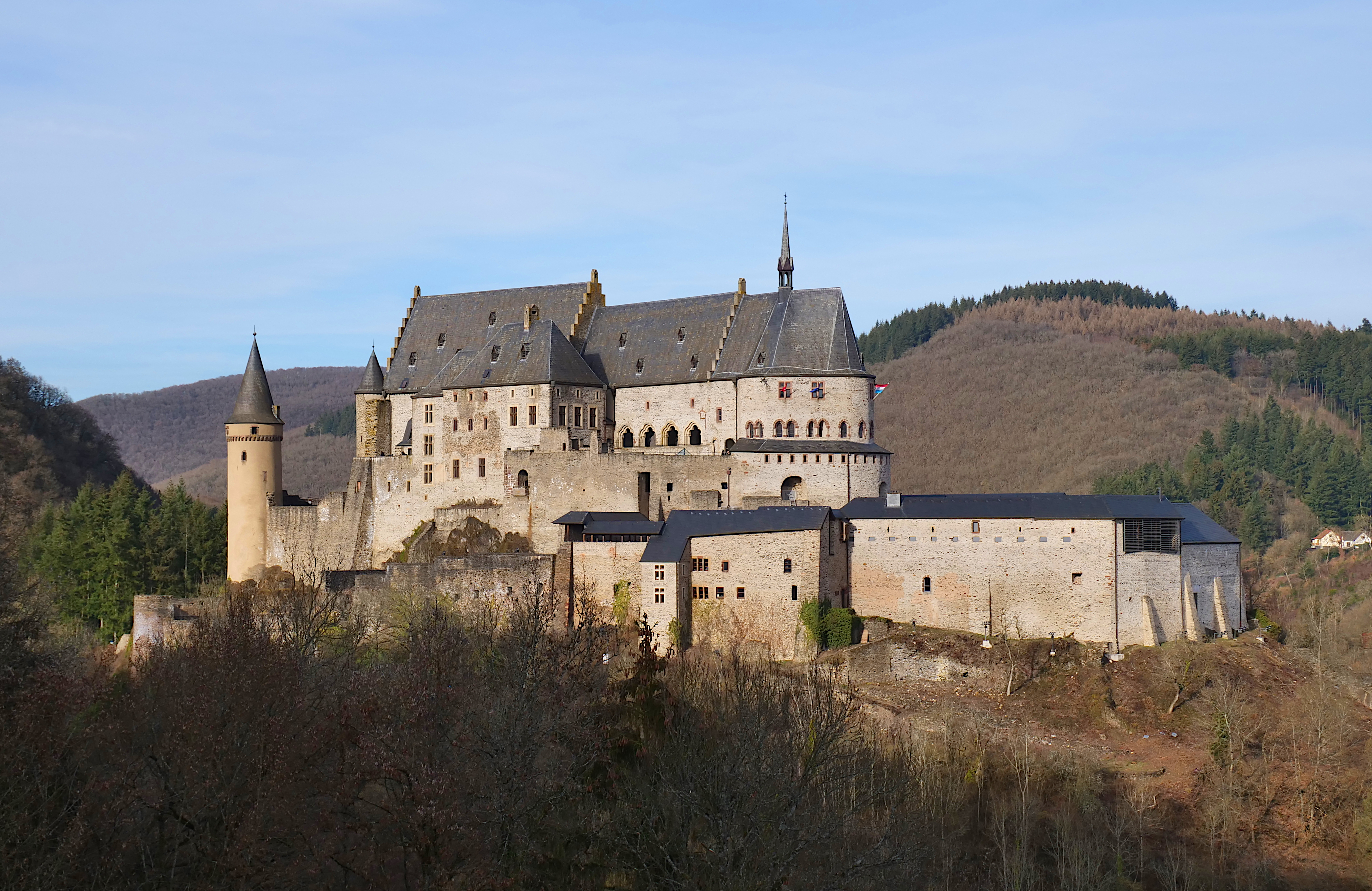
بورغ فياندين، لوكسمبورغ
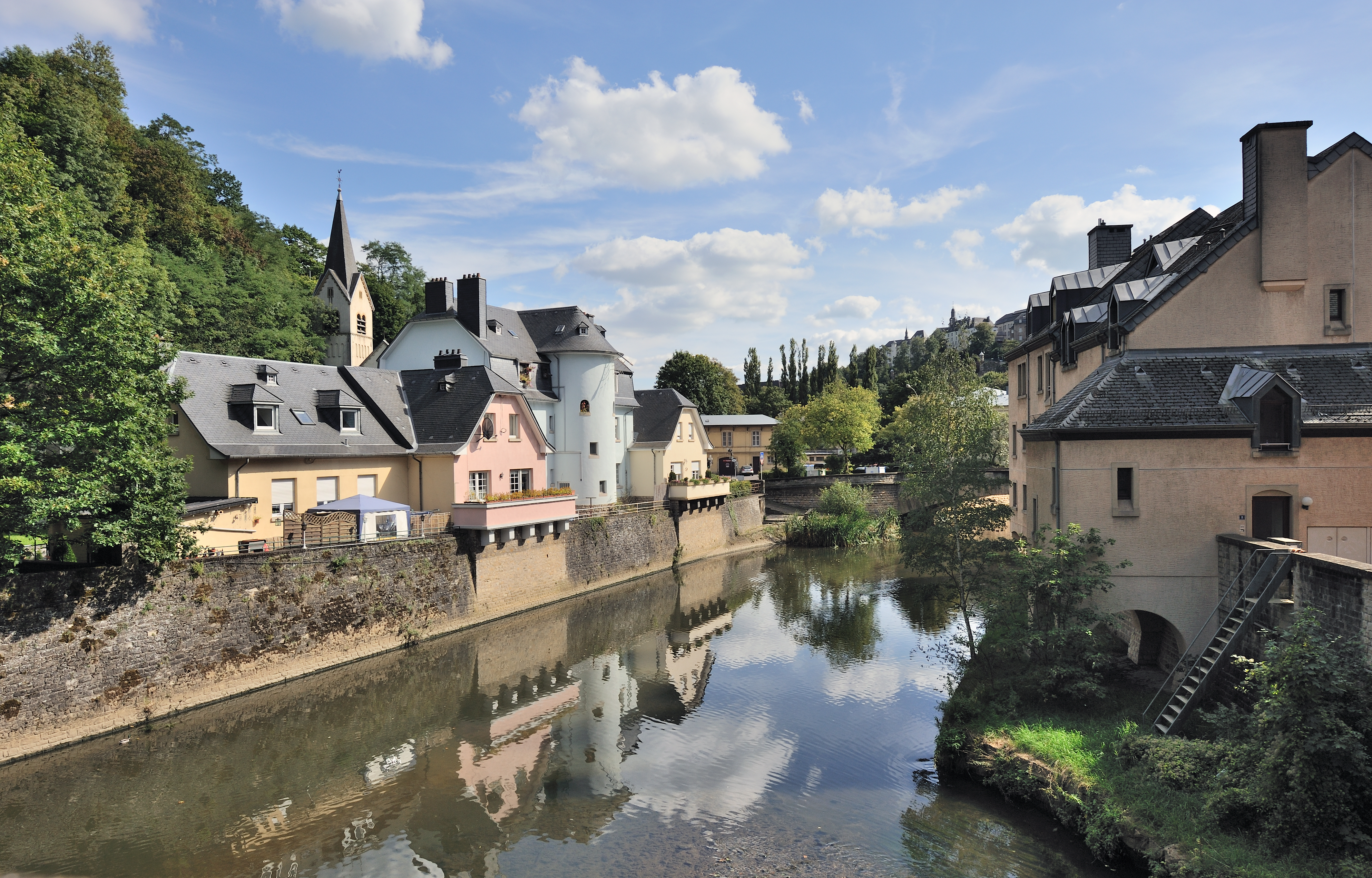
جانب من المدينة
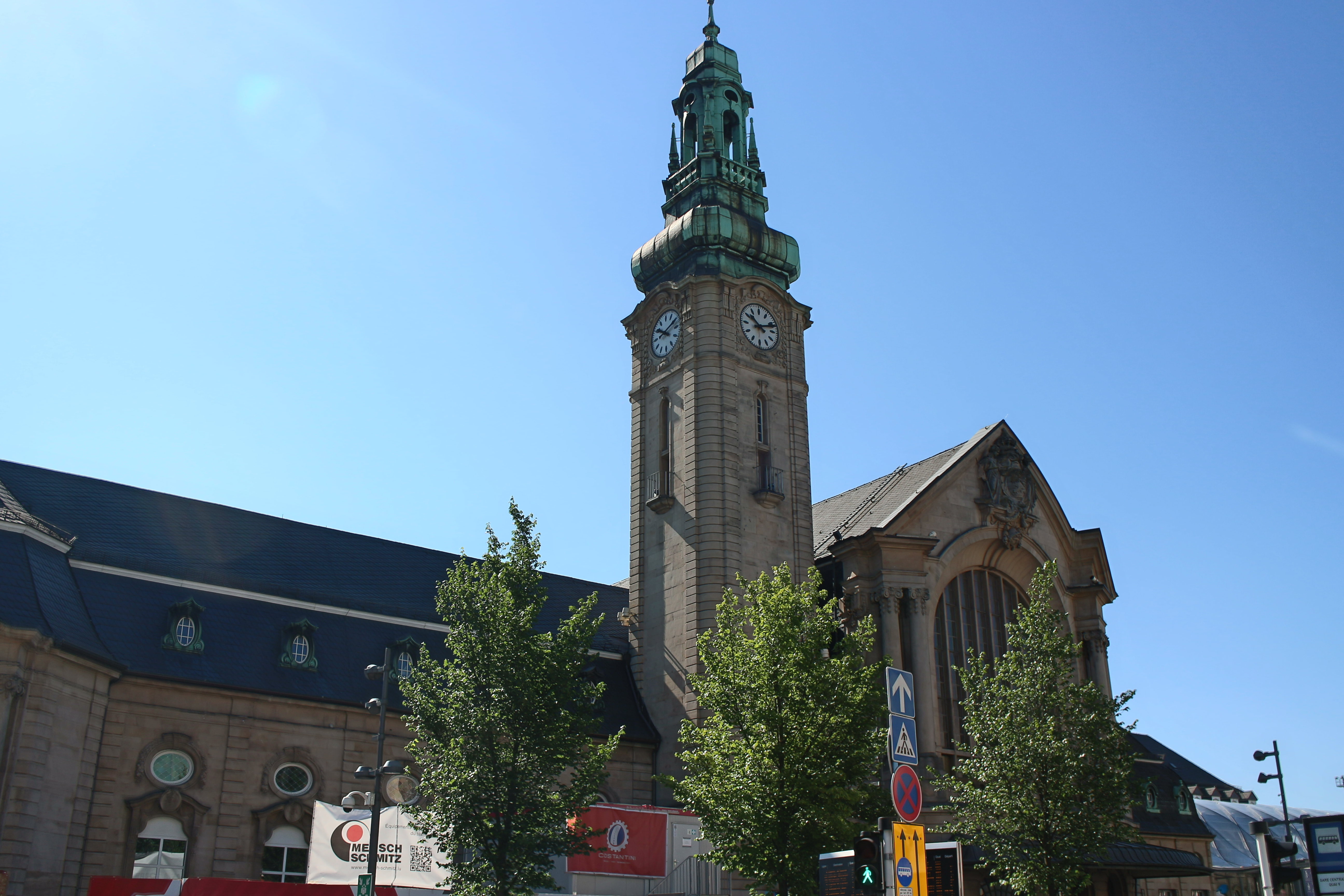
محطة سكة حديد مدينة لوكسمبورج من الخارج
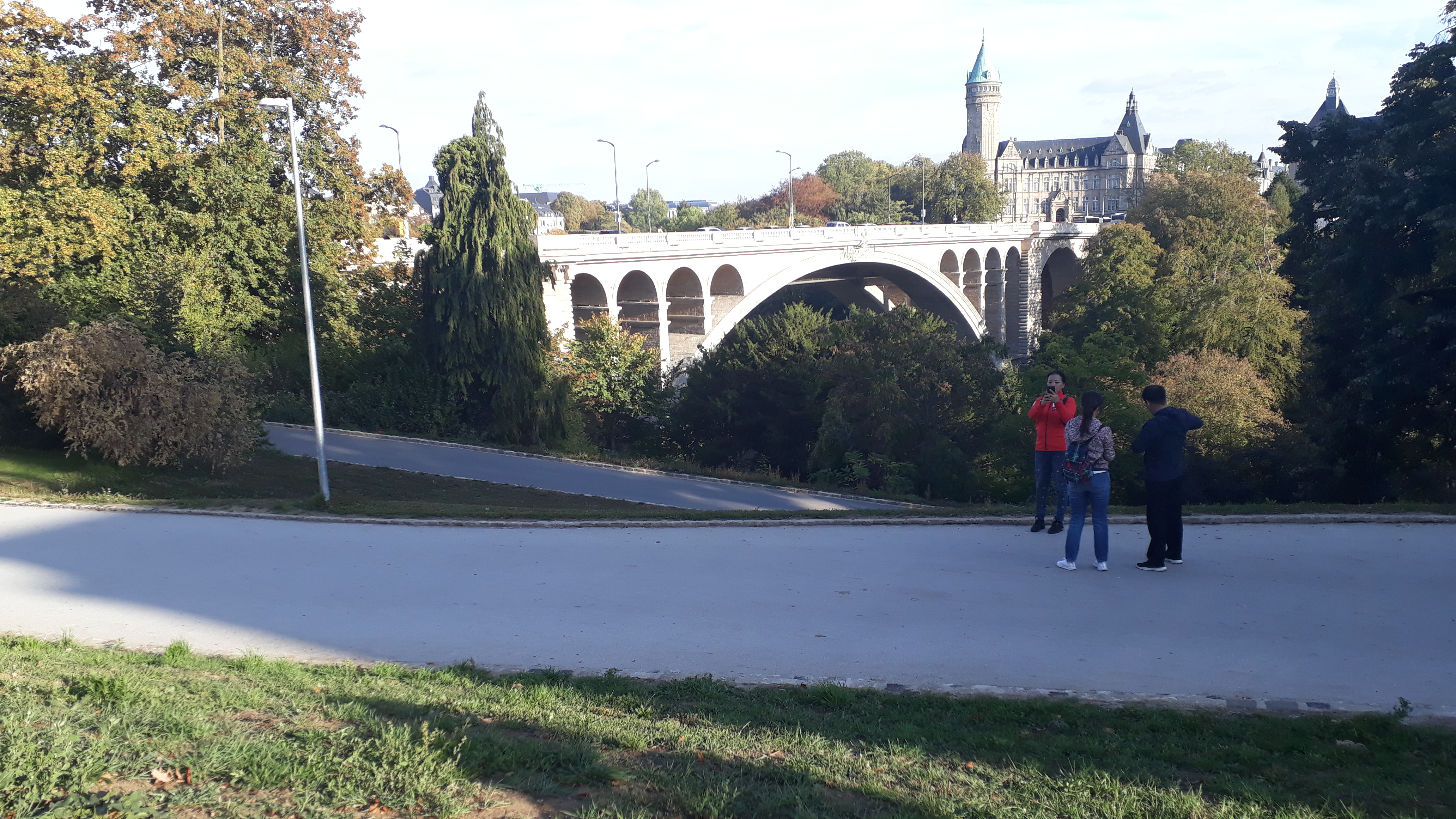
جسر في المدينة
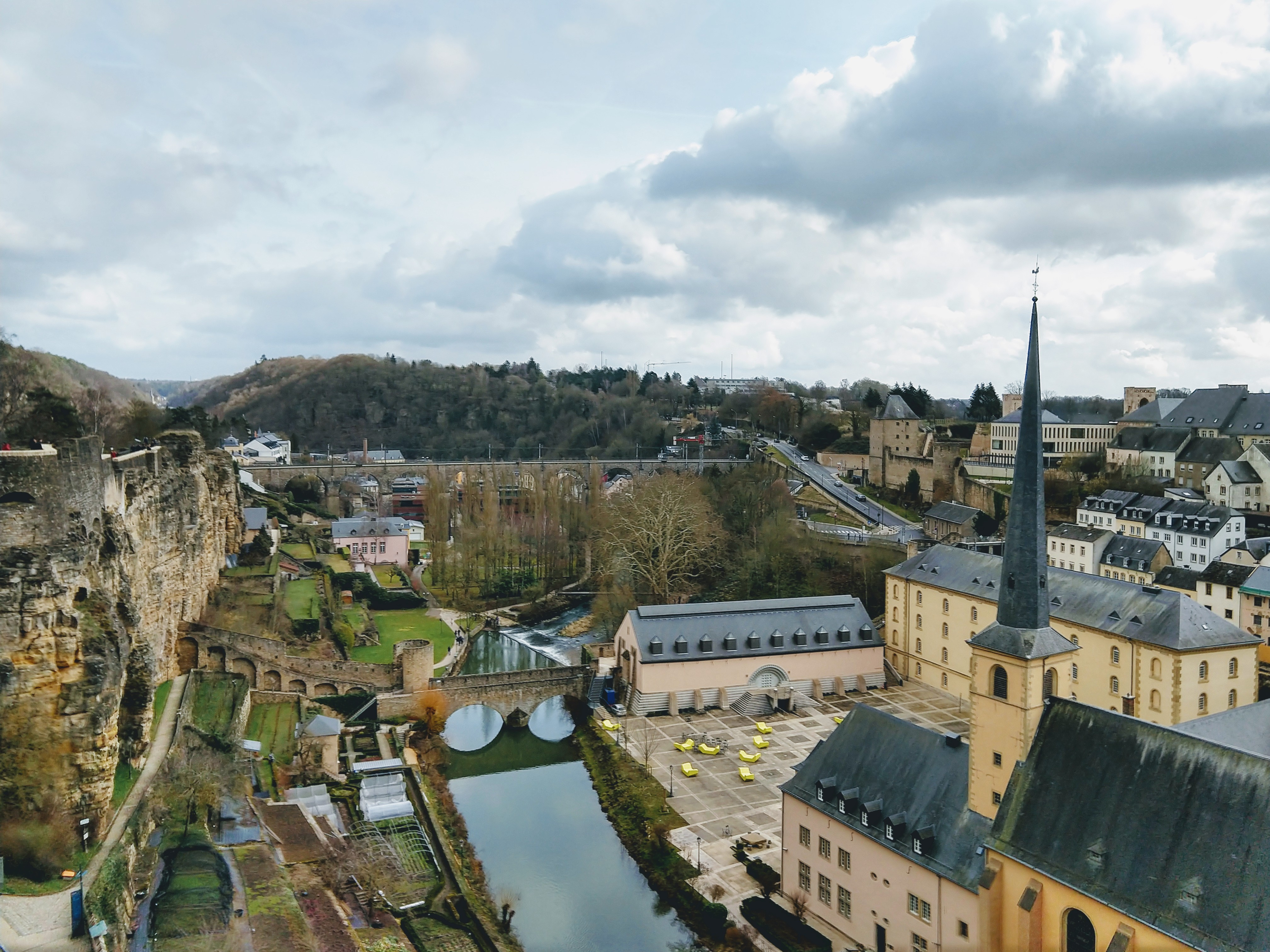
جسر بالقرب من دير لوكسمبورغ مدينة لوكسمبورغ

## المناخ
يظهر الجدول التالي التغييرات المناخية على مدار السنة للوكسمبورغ:
| البيانات المناخية لـلوكسمبورغ      | البيانات المناخية لـلوكسمبورغ | البيانات المناخية لـلوكسمبورغ | البيانات المناخية لـلوكسمبورغ | البيانات المناخية لـلوكسمبورغ | البيانات المناخية لـلوكسمبورغ | البيانات المناخية لـلوكسمبورغ | البيانات المناخية لـلوكسمبورغ | البيانات المناخية لـلوكسمبورغ | البيانات المناخية لـلوكسمبورغ | البيانات المناخية لـلوكسمبورغ | البيانات المناخية لـلوكسمبورغ | البيانات المناخية لـلوكسمبورغ | البيانات المناخية لـلوكسمبورغ |
| الشهر                              | يناير                         | فبراير                        | مارس                          | أبريل                         | مايو                          | يونيو                         | يوليو                         | أغسطس                         | سبتمبر                        | أكتوبر                        | نوفمبر                        | ديسمبر                        | المعدل السنوي                 |
| ---------------------------------- | ----------------------------- | ----------------------------- | ----------------------------- | ----------------------------- | ----------------------------- | ----------------------------- | ----------------------------- | ----------------------------- | ----------------------------- | ----------------------------- | ----------------------------- | ----------------------------- | ----------------------------- |
| الدرجة القصوى °م (°ف)              | 13.9 (57.0)                   | 18.2 (64.8)                   | 22.2 (72.0)                   | 27.0 (80.6)                   | 31.6 (88.9)                   | 35.4 (95.7)                   | 39.0 (102.2)                  | 37.9 (100.2)                  | 31.5 (88.7)                   | 26.0 (78.8)                   | 18.4 (65.1)                   | 14.6 (58.3)                   | 39.0 (102.2)                  |
| متوسط درجة الحرارة الكبرى °م (°ف)  | 3.1 (37.6)                    | 4.7 (40.5)                    | 9.1 (48.4)                    | 13.3 (55.9)                   | 17.8 (64.0)                   | 20.7 (69.3)                   | 23.2 (73.8)                   | 22.8 (73.0)                   | 18.4 (65.1)                   | 13.1 (55.6)                   | 7.3 (45.1)                    | 3.9 (39.0)                    | 13.1 (55.6)                   |
| المتوسط اليومي °م (°ف)             | 0.8 (33.4)                    | 1.6 (34.9)                    | 5.2 (41.4)                    | 8.7 (47.7)                    | 13.0 (55.4)                   | 15.9 (60.6)                   | 18.2 (64.8)                   | 17.7 (63.9)                   | 13.9 (57.0)                   | 9.5 (49.1)                    | 4.7 (40.5)                    | 1.8 (35.2)                    | 9.3 (48.7)                    |
| متوسط درجة الحرارة الصغرى °م (°ف)  | −1.6 (29.1)                   | −1.3 (29.7)                   | 1.6 (34.9)                    | 4.4 (39.9)                    | 8.4 (47.1)                    | 11.1 (52.0)                   | 13.3 (55.9)                   | 13.0 (55.4)                   | 10.0 (50.0)                   | 6.3 (43.3)                    | 2.2 (36.0)                    | −0.5 (31.1)                   | 5.6 (42.1)                    |
| أدنى درجة حرارة °م (°ف)            | −17.8 (0.0)                   | −20.2 (−4.4)                  | −14.4 (6.1)                   | −6.9 (19.6)                   | −2.1 (28.2)                   | 0.9 (33.6)                    | 4.5 (40.1)                    | 4.3 (39.7)                    | −0.7 (30.7)                   | −4.6 (23.7)                   | −11.1 (12.0)                  | −15.3 (4.5)                   | −20.2 (−4.4)                  |
| الهطول مم (إنش)                    | 76.6 (3.02)                   | 62.5 (2.46)                   | 69.1 (2.72)                   | 58.2 (2.29)                   | 78.5 (3.09)                   | 79.9 (3.15)                   | 71.0 (2.80)                   | 75.4 (2.97)                   | 76.3 (3.00)                   | 86.8 (3.42)                   | 76.0 (2.99)                   | 86.7 (3.41)                   | 896.9 (35.31)                 |
| متوسط أيام هطول الأمطار (≥ 0.1 mm) | 17.1                          | 13.8                          | 16.1                          | 13.6                          | 14.6                          | 14.0                          | 12.8                          | 13.2                          | 12.8                          | 15.2                          | 17.2                          | 17.7                          | 178.1                         |
| متوسط الأيام المثلجة               | 8.6                           | 8.0                           | 4.7                           | 2.1                           | 0.0                           | 0.0                           | 0.0                           | 0.0                           | 0.0                           | 0.1                           | 2.8                           | 7.3                           | 33.5                          |
| متوسط الرطوبة النسبية (%)          | 87                            | 81                            | 75                            | 68                            | 69                            | 69                            | 67                            | 70                            | 76                            | 83                            | 88                            | 88                            | 77                            |
| ساعات سطوع الشمس الشهرية           | 50.3                          | 83.6                          | 125.1                         | 181.6                         | 213.4                         | 227.0                         | 250.3                         | 230.8                         | 161.9                         | 105.9                         | 54.2                          | 41.0                          | 1٬725٫1                       |
| نسبة وصول أشعة الشمس               | 18.8                          | 29.4                          | 34.0                          | 44.1                          | 44.8                          | 46.7                          | 51.0                          | 51.7                          | 42.7                          | 31.8                          | 19.8                          | 16.1                          | 35.9                          |
| المصدر: Meteolux                   |                               |                               |                               |                               |                               |                               |                               |                               |                               |                               |                               |                               |                               |

## توأمة
للوكسمبورغ (مدينة) اتفاقيات توأمة مع كل من:
- براغ
- حي كامدين في لندن
- متز

## أعلام
- جيلس مولر
- فرانك شليك
- آن كريمر
- روبير شومان
- بوب جونهيلس
- بيير فيرنر
- جان بنوا غراندوق لوكسمبورغ
- أندري غوندر فرانك
- غاستون ثورن
- شارلي جاول

## وصلات خارجية
- موقع مدينة لوكسمبورغ الرسمي (بالفرنسية، الإنجليزية، والألمانية)